# Peter Schneider (Bildhauer, 1919)
Peter Schneider (* 10. März 1919 in Brixlegg; † 1965 in Kramsach) war ein österreichischer Bildhauer.

## Leben

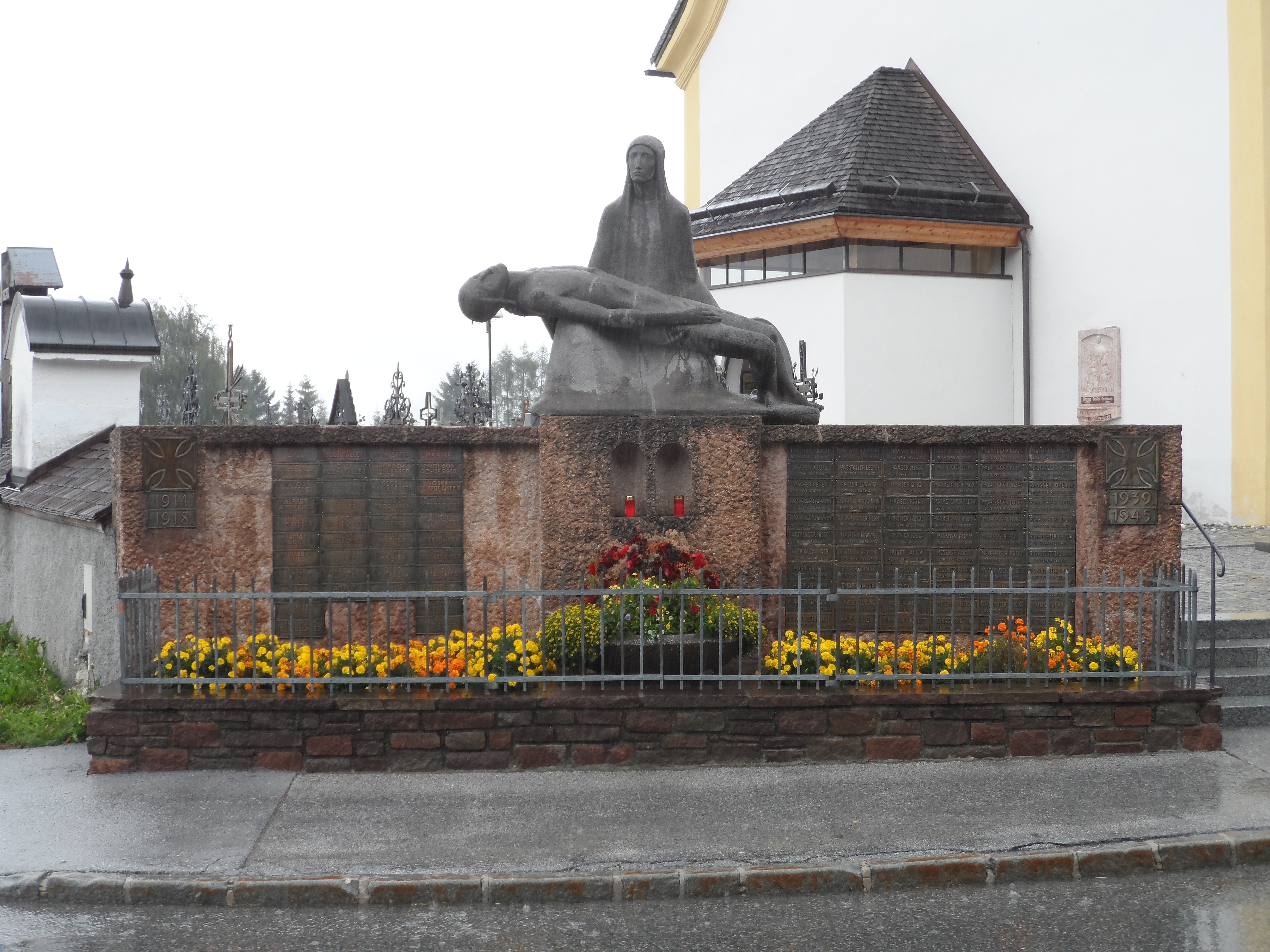
Kriegerdenkmal in Brandenberg

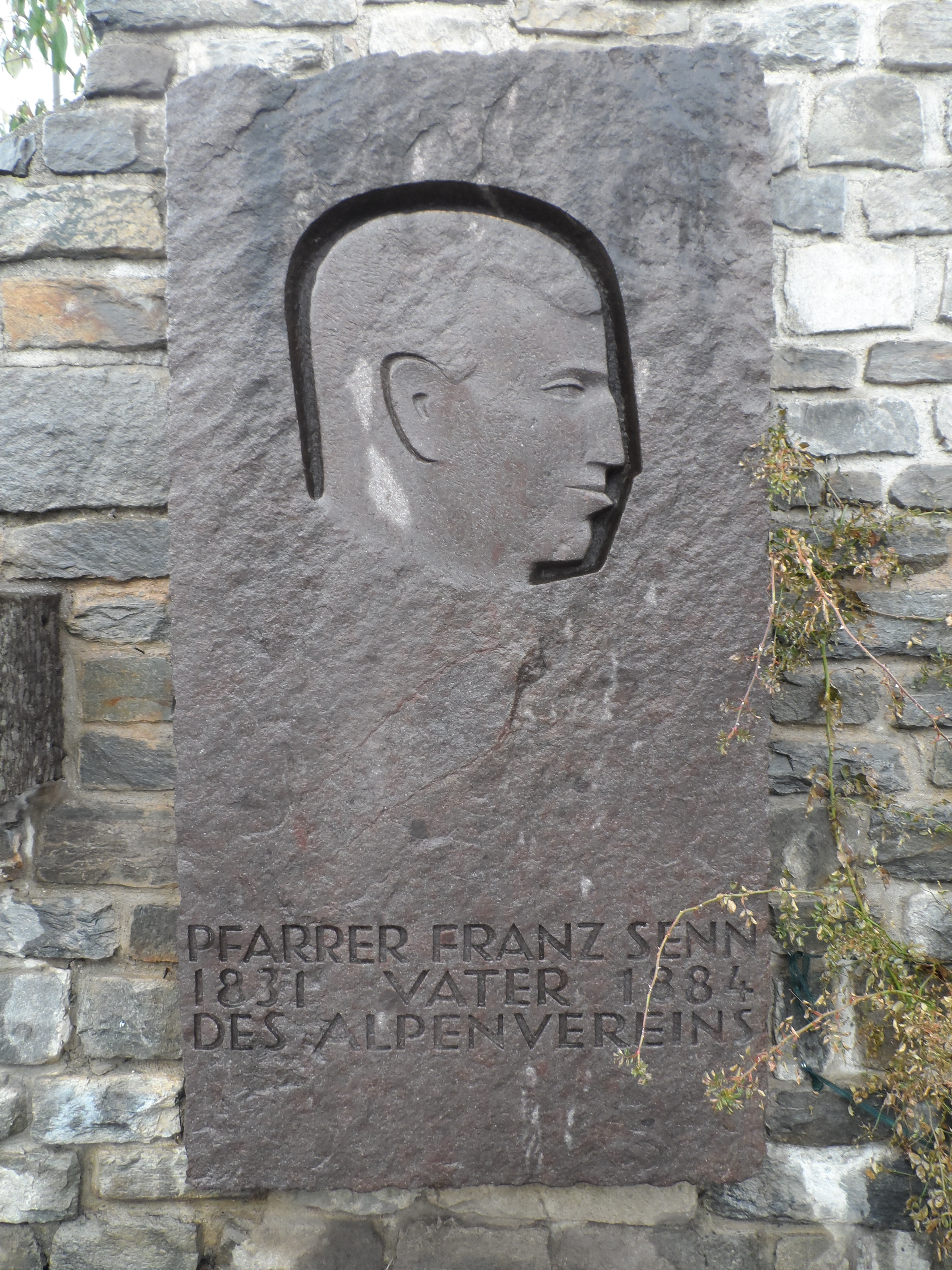
Franz-Senn-Denkmal in Neustift

Peter Schneider besuchte die Staatsgewerbeschule in Innsbruck und studierte von 1950 bis 1955 an der Akademie der bildenden Künste Wien bei Franz Santifaller. Danach arbeitete er als Bildhauer in Kramsach und schuf 
Kriegerdenkmäler, Grabmäler, Brunnen, Bauplastik und Krippen.

## Werke
- Erkerreliefs, St. Josefsheim, Brixlegg, 1949[1]
- Kriegerdenkmal mit Bronzefigur eines stehenden Soldaten, Schlitters, 1954/55[3]
- Brunnenfigur hl. Florian, Florianbrunnen, Rattenberg, 1955 (um 1970 vom Stadtbrunnen versetzt)[4]
- Kruzifix, Kriegerdenkmal, Münster, 1955/56[5]
- Kriegerdenkmal mit Pietà, Brandenberg, 1956[6]
- Brunnen mit Seehundskulptur, Mariatal, 1957[7]
- Froschbrunnen im Park neben der Innbrücke, Radfeld, 1958[8]
- Kriegerdenkmal für die Gefallenen des Zweiten Weltkriegs, Pfarrkirche Finkenberg, 1959[9]
- Relief, Kindergarten Kramsach, 1959[10]
- Brunnen mit zwei Seehunden, abstrakte Spielplastik, Freibad Tivoli, Innsbruck, 1960/61[2]
- Bildstock hl. Johannes Nepomuk an der Zillerbrücke, Fügen, 1962[11]
- Denkmal für Franz Senn, Neustift im Stubaital, 1962[12]
- Kriegerdenkmal vor der Neuen Pfarrkirche Götzis, 1963
- Denkmal für Anton Kink, Kufstein, 1963[13]
- himmelfahrende Madonna, Friedhofskapelle Fügen, 1963 (ursprünglich über dem Hochaltar der Pfarrkirche)[14]
- Bronzeskulptur Letztes Abendmahl, Waldfriedhof Kramsach, 1965[15]